# Culture du Niger
La culture du Niger, vaste pays enclavé d'Afrique de l'Ouest, désigne d'abord les pratiques culturelles observables de ses 20 000 000 d'habitants.

## Langues, peuples, cultures

### Langues
- Langues au Niger, Langues du Niger

La langue officielle du Niger est le Haoussa, le Français parlé par 12,70 % des Nigériens en 2012 en tant que langue seconde et non native (c'est la langue de l'enseignement). Les dix « langues des communautés constituant la nation nigérienne », et donc natives, sont le haoussa (49,6 %), le zarma-songhaï (20,8 %) et (4,7 %), le tamasheq (8,4 %), le peul (8,3 %) ou fulfulde, le kanouri (4,8 %), l'arabe dialectal (1,2 %), le buduma, le gulmancema, le tassawaq et le toubou.
Il existe aussi le gourma (0,5 %).
Le français est la seule langue d'enseignement de la quatrième année du primaire jusqu'à l'université.
En 2012, le Niger a rendu obligatoire l'utilisation de la langue maternelle parlée à la maison comme langue d'instruction dans les premières années d'enseignement.

### Peuples
- Groupes ethniques au Niger
  - Arma, Bella, Bozo, Buduma, Daza, Dendi,
  - Gourmantché, Haoussa, Ifogha, Ikaraden, Kanembou, Kanouri, Kourteï,
  - Maouri, Sohanti, Songhaï, Sonianké, Tasawaq, Teda, Toubou
  - Wodaabe, Wogo, Zarma
- Voir aussi les ensembles ethniques : Berbères 1 620 000, Touaregs 500 000,

## Traditions

### Religion(s)
- Religions traditionnelles africaines, Animisme, Fétichisme, Esprit tutélaire, Mythologies africaines
- Religion en Afrique, Anthropologie religieuse
- Christianisme en Afrique, Islam en Afrique, Islam radical en Afrique noire
- Religion au Niger, Religions du Niger
- Islam au Niger (>90 %), Université islamique de Say
- Religions très minoritaires
  - Christianisme (<1 %)
  - Foi Baha'ie au Niger (en)
- Religions traditionnelles africaines (5-15 %), Animisme haoussa (Boorii/Maguzawa)

### Croyances
- Croyances berbères

### Pratiques
Les pratiques sociales, rituels et événements festifs relèvent (pour partie) du patrimoine culturel immatériel de l'humanité. La pratique de la polygamie au Niger remonte à des siècles, ancrée dans les traditions et les valeurs culturelles de divers groupes ethniques.

### Fêtes
- Jours fériés au Niger
- Bianou
- Cérémonie de la Geerewol près d'Agadez
- Cure Salée (en), festival nomade (touareg et wodaabe) annuel (Tinekert), près de Ingall (160 km d'Agadez), en septembre[6]

### Société
- Palabre, Arbre à palabres

### Éducation
- Éducation au Niger
- Liste des universités au Niger

## Arts de la table

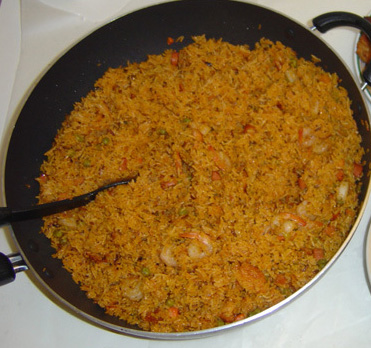
Riz gras (Souroundou en Zarma)

### Cuisine
- Cuisine nigérienne

### Jeux populaires
- Jeux traditionnels : Mancala (Awélé)
- Krur (en)

#### Arts martiaux
- Liste des luttes traditionnelles africaines par pays

## Médias
En 2016, le classement mondial sur la liberté de la presse établi chaque année par Reporters sans frontières situe le Niger au 52e rang sur 180 pays. En lien avec la lutte contre le terrorisme, la liberté de l'information s'est dégradée depuis 2015.

### Presse écrite
Les publications les plus importantes sont les quotidiens La Nouvelle Tribune du Peuple et Le Sahel, les hebdomadaires Le Républicain, Le Canard Déchaîné, Infos de l'Air, les bimensuels l'Événement, L'Observateur et Haské,.

### Radio
- La Radio Télévision du Niger (RTN) édite la Radio Voix du Sahel
- Anfani FM, Radio Sarounia, Radio et Musique, Radio Tambara, Radio Tenere
- Radio Jeunesse Sahel
- Radio Gondwana

### Télévision
L’Autorité de Régulation des Communications Electroniques et de la Poste (ARCEP) assure la mission de service public de régulateur du secteur.
Télédiffusion du Niger (TDN) assure la diffusion hertzienne des chaînes.
- La Radio Télévision du Niger (RTN)[12],[13] édite les chaînes Télé Sahel et Tal TV.
- Radio Télévision Ténéré
- Radio Télévision Dounia édite Dounia TV
- Radio Télévision Saraounia édite Saraounia TV
- Radio Télévision Labari
- Radio Télévision Tambara
- Radio Télévision Bomferey
- Radio Télévision CANAL 3 édite CANAL 3 Niger et CANAL 3 Monde
- Radio Télévision Niger 24
- Radio Télévision Liptako
- Radio Télévision TAMBARA
- Radio Télévision Fidélité
- Espérance TV (Niger)
- ANFANI TV

### Internet (ccTLD: .ne)
Le registre des noms de domaines en .ne est géré par Niger Telecoms.
Depuis fin 2024, l’accès à Internet par satellite via Starlink est autorisé, mettant fin à une longue interdiction et complétant une couverture mobile limitée au tiers du territoire.

## Littérature
- Liste d'écrivains nigériens
- Geste de Ham-Bodêdio (Hama le Rouge)
- Littérature en zarma, site ELLAF
- Littérature en haoussa, site ELLAF

### Textiles
- Alphadi, créateur de mode
- Festival international de la mode africaine (FIMA)

### Poterie, céramique, faïence
- Céramique d'Afrique subsaharienne

### Dessin

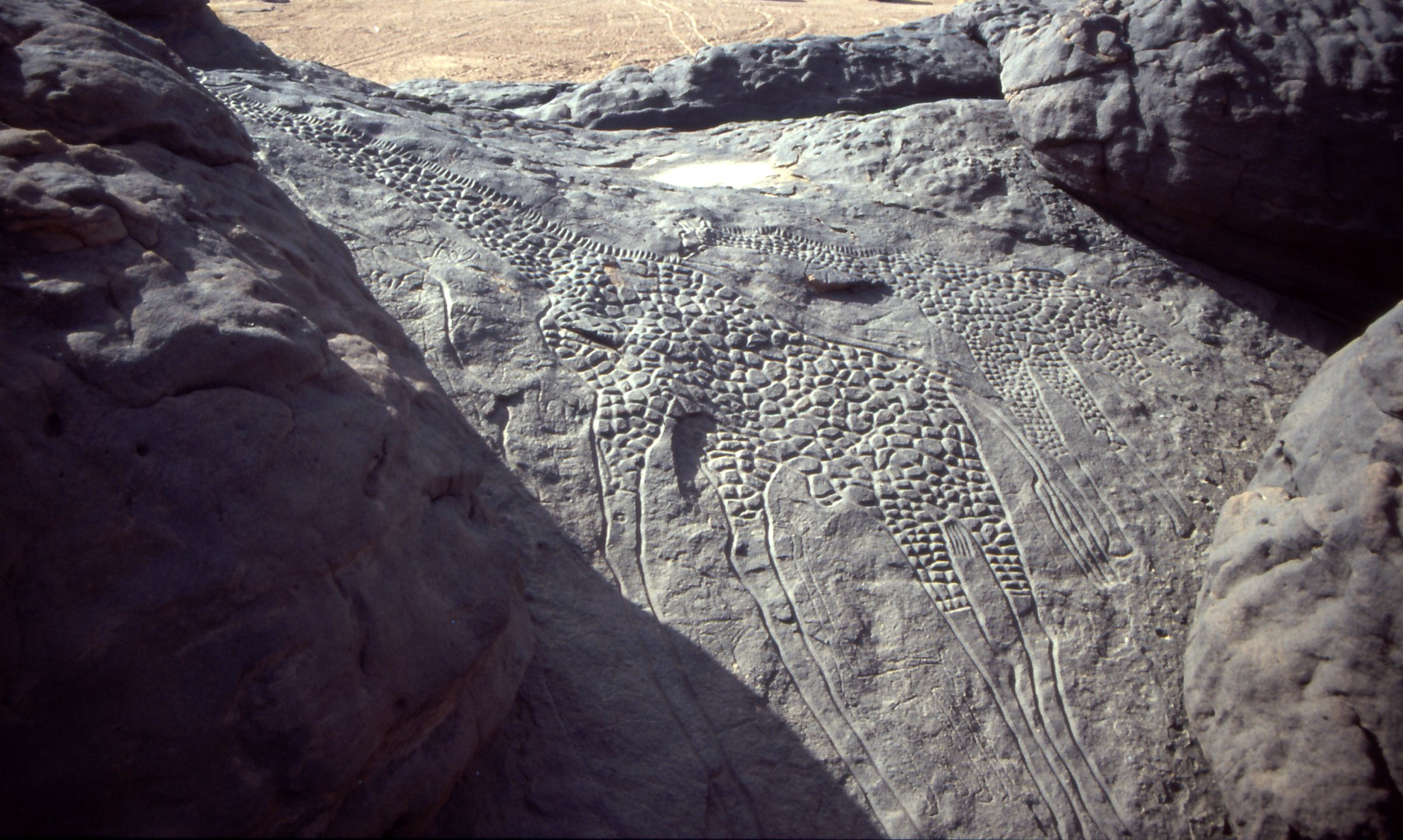
Girafes de Dabous, 1991

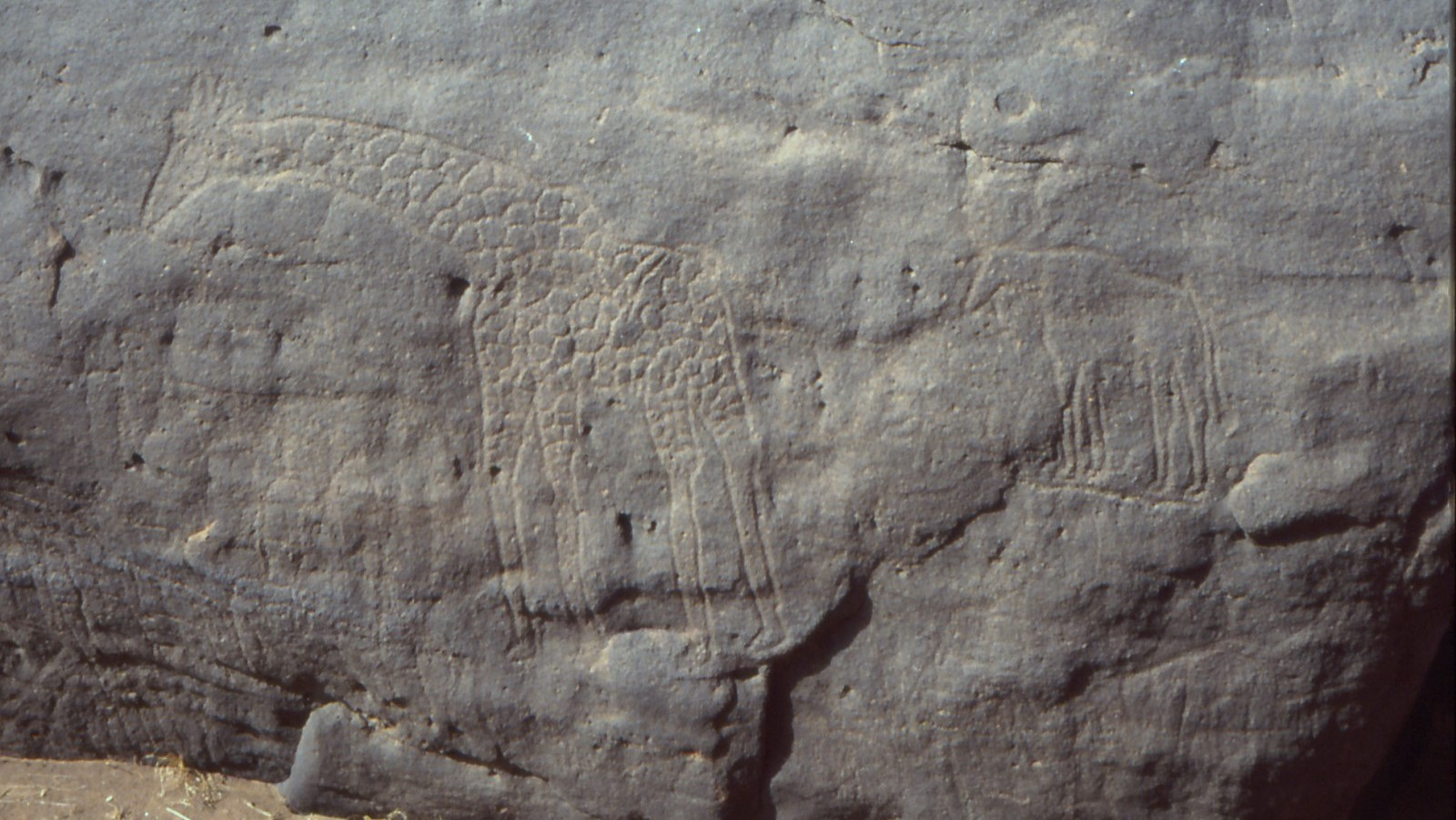
Pétroglyphes plus restreints à Dabous

- Dabous, massif de l'Aïr (gravure de girafes)[14]

### Peinture
- Peinture, Catégorie:Peinture par pays
- Rissa Ixa (1946-)[15]
- Ahmed Abdoulaye Boudane[16]
- Hawad (1950-)

### Sculpture
- Lankondé Issoufou (-2014)[17]

### Musique et danse
- Catégorie:Musique par pays, Musique improvisée, Improvisation musicale
- Musée des instruments de musique traditionnelle[18]
- Tama, Tambour parlant
- Blues touareg
- Musique africaine
- Danse africaine[19]
  - Bako, yaaké...
  - Ingall est le lieu de la (Cure Salée (en)), festival des Wodaabes
  - Rue Dance Niger[20]

Pour la musique touareg, outre le Festival au désert et le Festival d'Essouk (Mali), les rassemblements culturels se font à Ghat (Libye) et Ghadamès (Libye), et Ingall (Cure Salée (en), Niger) et Akoubounou (Niger). La grande fête de Sebiba se tient à Djanet (Algérie).

### Manifestations culturelles
- Festival des émergences Arts et Racines du Niger, à Niamey

### Théâtre
Sylvie Ndomé Ngilla fait un diagnostic positif pour tout le théâtre africain francophone dans son ouvrage Nouvelles dramaturgies africaines francophones du chaos (2014).

### Cinéma
- Cinéma nigérien

## Patrimoine
Le programme Mémoire du monde (UNESCO, 1992) n'a rien inscrit pour ce pays dans son registre international Mémoire du monde (au 15/01/2016).

### Musées et autres institutions
- Liste de musées au Niger

### Liste du Patrimoine mondial
Le programme Patrimoine mondial (UNESCO, 1971) a inscrit dans sa liste du Patrimoine mondial (au 12/01/2016) : Liste du patrimoine mondial au Niger.

### Liste représentative du patrimoine culturel immatériel de l’humanité
Le programme Patrimoine culturel immatériel (UNESCO, 2003) a inscrit dans sa liste du patrimoine culturel immatériel de l'humanité au Niger (au 15/01/2016) :
- 2013 : pratiques de la vielle monocorde traditionnelle imzad chez les Touaregs (Algérie - Mali - Niger)
- 2014 : pratiques de la plaisanterie

## Galerie

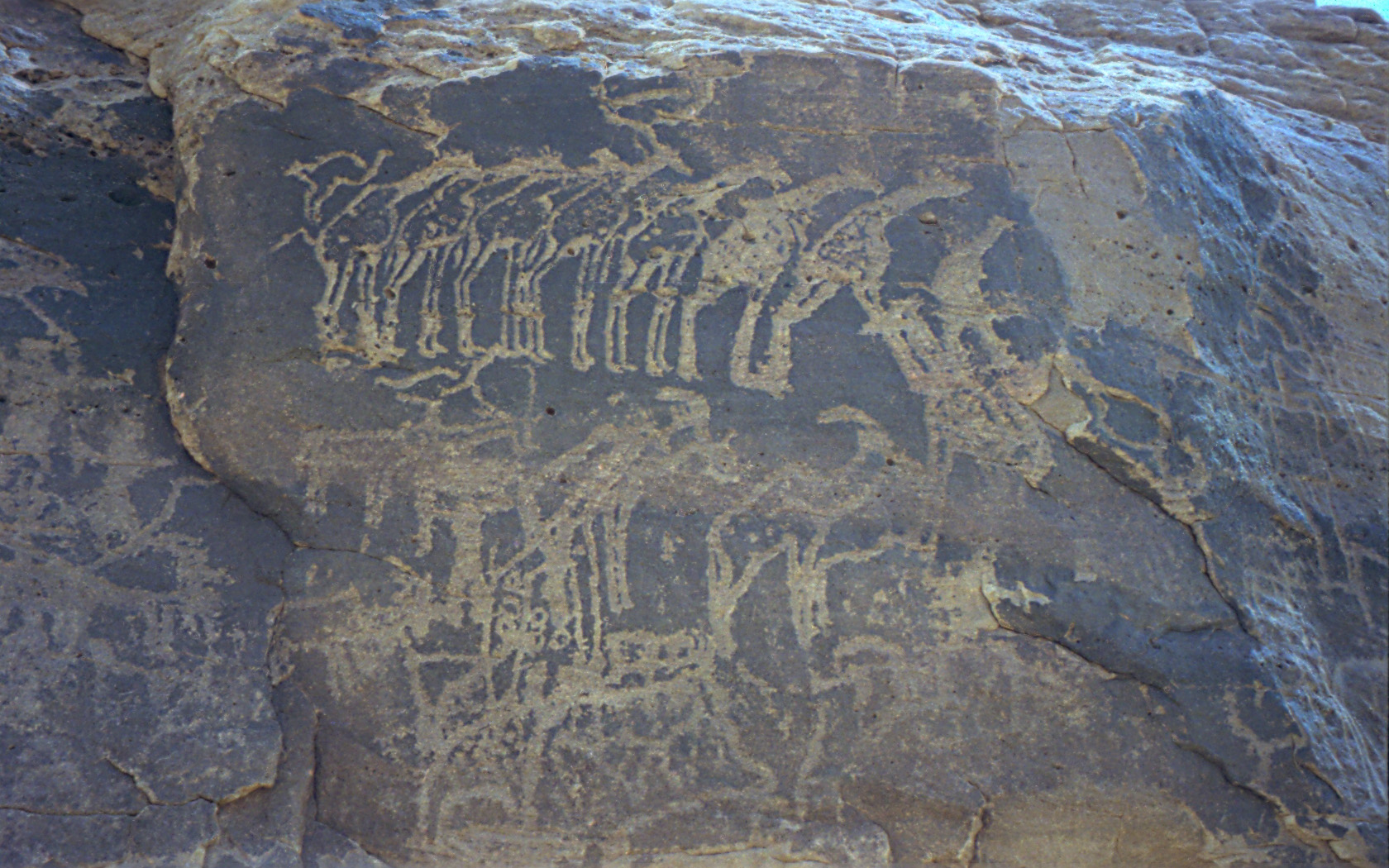
Art rupestre dans le Sahara
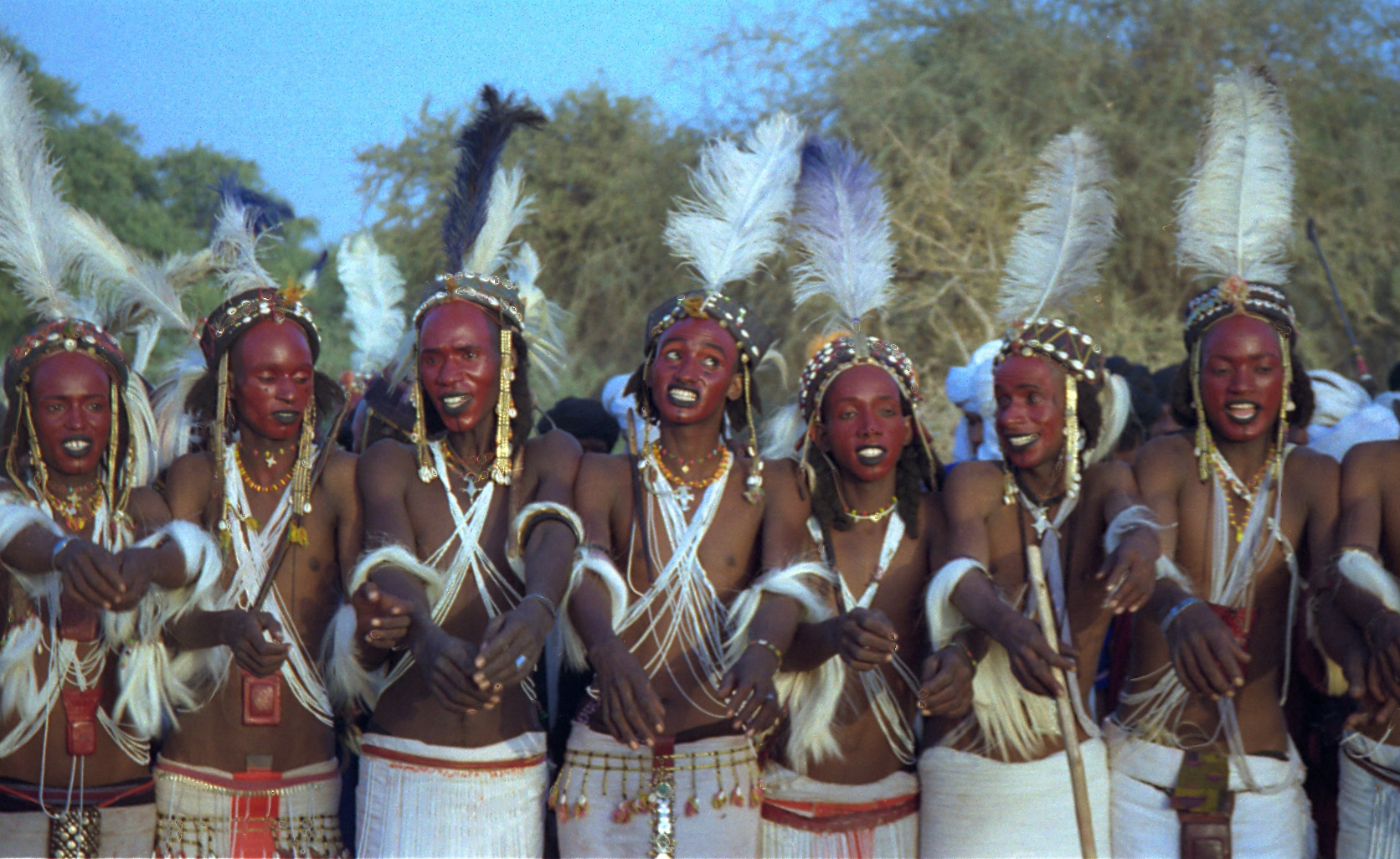
Wodaabes à la fête de la geerewol
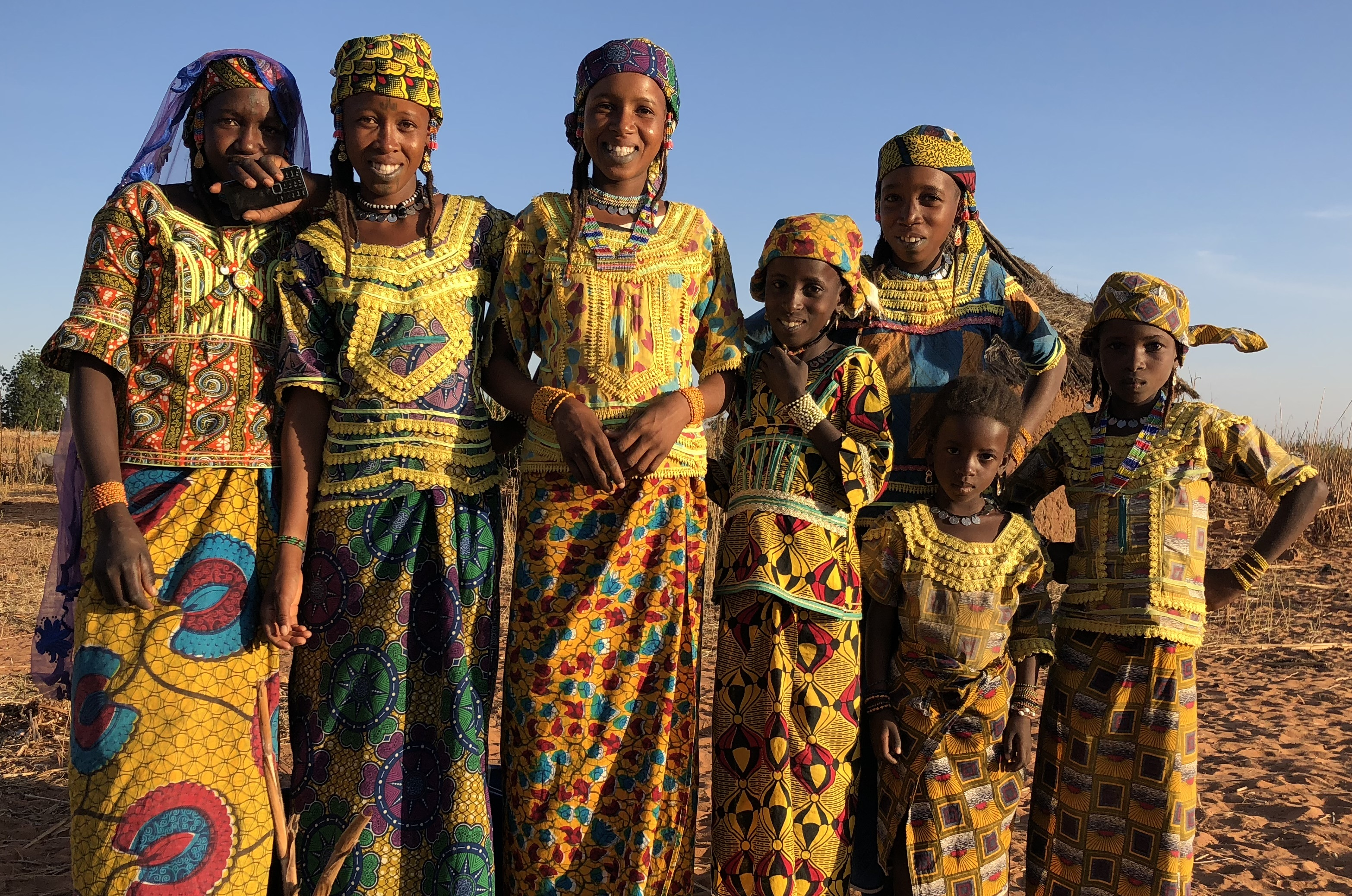
Des filles peuls avec des habits traditionnels au Niger

### Discographie
- Niger : NyZik offre à tout utilisateur un service d'écoute à la demande et à titre gratuit la musique du Niger (NyZik.com). Partagez les Musiques que vous avez dans votre Playlist du moment, une qui vous tient à cœur ou encore votre propre musique afin d'avoir un avis, explorer de nouveaux contenus. Copyright © 2014 NyZik.
- Niger : musique dendi, Radio-France, Paris ; Harmonia mundi, Arles, 1999
- Niger : Haoussa, Songhay, Zarma (collec. Charles Duvelle), Universal Division Mercury, Antony, 1999
- Niger : musique des Touaregs, 2 vol., Archives internationales de musique populaire, Musée d'ethnographie, Genève ; VDE-Gallo, Lausanne, 2002
- Niger : chasseurs du Dallol Mawri, Radio-France, distrib. Harmonia mundi, 2005

### Filmographie
- Série de films ethnographiques de Jean Rouch sur le Niger
- La Solitude de la coépouse, film documentaire de Bernard Debord, Mat films, Paris, 2006, 52 min (VHS)